# ナイバシャ湖
座標: 南緯0度46分6.70秒 東経36度21分2.32秒 / 南緯0.7685278度 東経36.3506444度
ナイバシャ湖（ナイバシャこ、Lake Naivasha）はケニアにある淡水湖である。ナイロビの北西にあり、ナイバシャの町（公式には東ナクル）は湖の北東端にある。この湖は大地溝帯の一部である。ナイバシャの名前は地元のマサイ族の言葉で「荒い水」を意味するNai'poshaに由来する。ここで突然の嵐が起こることがあるからである。
湖の面積は139 km2であるが、これは降雨量に大きく依存する。周囲は64 km2の範囲に及ぶ沼沢地である。この湖は標高1,884 mにある。湖の平均水深は6 mであり、最も深いところはクレセント島にあり、最大で水深30 mである。

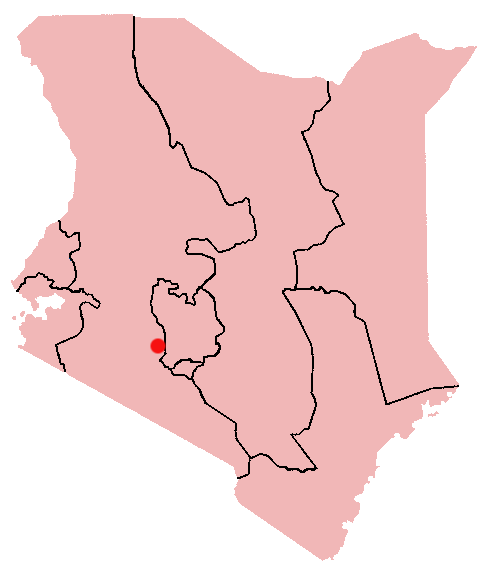
位置図

## 地理
ナイバシャ湖の周りには、オルドイニョ・エブルルが北に、オルカリア火山体とロンゴノット山が南に、マウ・エスカープメントが西に、キナンゴップ高原とアバーディア火山体（アバーディア山脈）が東にある。3200 km2に及ぶ広い集水域を持ち、東のアバーディア山脈に降る激しい雨の大部分が流入する。このことが近隣のエルメンテイタ湖やナクル湖が強アルカリ塩湖なのに対し、ナイバシャ湖が淡水湖である理由の一つである。主な流入河川はマレワ川とギルギル川である。ナイバシャ湖には地上の流出口はないが、消失分のうち30％が地下水となって流れ出していると考えられている。ナイバシャ湖は東部大地溝帯の谷底の中で最も高い位置にある。
ンジョロワ渓谷はかつてナイバシャ湖の流出口を形づくっていたが、今では湖より高い位置になりヘルズ・ゲート国立公園への玄関口となっている。
ナイバシャ湖の東端部には直径約1.5 kmのマールがあり、円形の丘の部分がクレセント島（Crecent Island）となっている。西側には2つの小さな湖があり、南西端に隣接するオロイデン湖（Lake Oloiden / Oloiden Bay）と西に僅かに離れたソナチ湖（Lake Sonachi / Crater Lake）である。クレーター・レイク狩猟保護区が近くにある。

## 生物相

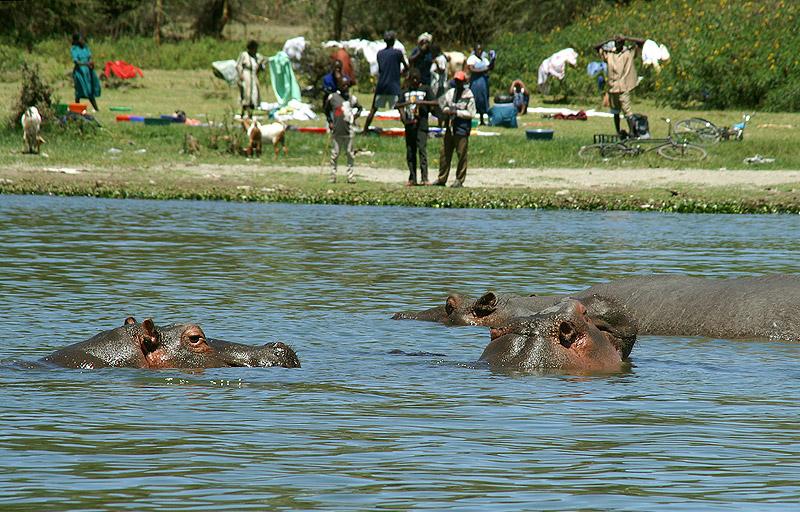
ナイバシャ湖のカバ

この湖には藍藻やさまざまな野生生物が棲息している。400種以上の鳥類が報告されていて、それはトキ類、サンショクウミワシおよびオニアオサギ、アフリカハゲコウ、アフリカオオバンなどの水鳥である。湖およびその近くではフィーバーツリー、カミガヤツリ、ヒルムシロ属などの植物およびキリン、レイヨウ、カバ、オグロヌー、アフリカスイギュウ、ウォーターバックなどが見られる。
1995年にラムサール条約登録地となった。

## 文化と産業
1937年から1950年までのあいだ、イギリスのサウサンプトンから南アフリカへ至るインペリアル・エアウェイズの旅客・郵便航路に就く飛行艇の着地場所として湖は使われた。それはキスムとナイロビを結んでいた。
ナイバシャ湖岸はヨーロッパ移民の住民の多さで知られている。『野生のエルザ』Born Freeの著者であるジョイ・アダムソン（Joy Adamson）は、1960年代中ごろにこの湖の岸に住んでいた。湖岸のハッピー・バレーには、2つの世界大戦の戦間期に悪評を得たジン・パレス（Djinn Palace）もある。それは今ではオセリアン社の切花農場の一部となっている。
花卉園芸が湖の周りでの主な産業となっている。しかし、灌漑のために統制なく湖水を使用したことが湖の水位を減少させ、ケニア国における関心事になっている。湖での漁業も地元住民の雇用・収入源である。湖は水位を大きく変化させていて、1890年代にはほとんど完全に干上がった。再び水が満ちたが、水位は今再び落ち続けている。
1981年、ナイバシャ湖に最初の地熱発電所が運転を始め、1985年までにこの地域で45 MWの電力が発電された。
ナイヴァシャ湖の水位は1945年に水深0.6 mに達したが、水位は再び上がり、何回かの下落を繰り返しながらも、1968年には最大水深が6 m近くに達した。1987年にもう一度大きな水位の減少が起こり、湖底から225 cmにまでなった。
1987年に湖の水位の減少が地熱産業の将来についての不安を増やし、ナイバシャ湖の地下水がオルカリアの地熱貯留層に吸い取られているかもしれないと推測された。今後、湖水の減少は地熱産業の将来に影響するだろう。